# Missa Papal

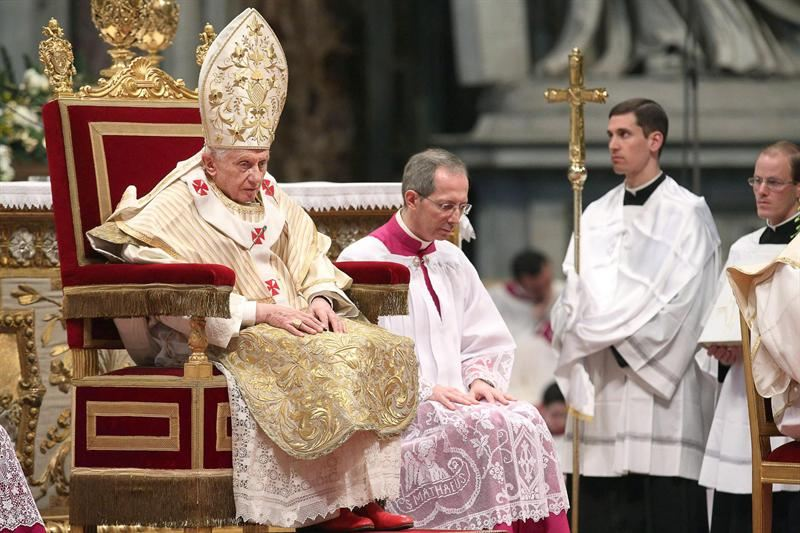
Fotografia do Papa Bento XVI durante uma missa papal na Basílica de São Pedro, em 2013.

A Missa Papal é uma missa solene pontifical celebrada pelo papa. É celebrada em ocasiões como uma coroação papal, um pronunciamento ex cathedra, a canonização de um santo, na Páscoa ou no Natal, ou em dias de festas de guarda
Até a década de 1960, diversas cerimônias especiais eram executadas somente nas missas papais. Muitas caíram em desuso; algumas no pontificado do Papa Pio X, outras no pontificado do Papa Paulo VI.

## Cerimônias no passado
Uma missa papal celebrada no início do século XX, antes das reformas litúrgicas de Pio X e Paulo VI, seguia a seguinte forma:

### Ministros assistentes
Numa missa papal, um cardeal-bispo servia como padre assistente; nas ocasiões mais solenes, esse papel era desempenhado pelo Cardeal-bispo de Óstia, o Decano do Colégio dos Cardeais. Os cardeais-diáconos serviam como diáconos e diáconos assistentes. Um auditor da Rota Romana servia como subdiácono. Também havia um diácono e um subdiácono greco-católicos, vestidos de acordo com o rito bizantino. Os outros ofícios eram desempenhados pelos assistentes do trono pontifício, os membros de universidades prelatícias, etc.
Os que serviam como diáconos e subdiáconos eram chamados de "diácono apostólico" e "subdiácono apostólico".

### Vestimentas
Antes do início da cerimônia, o papa vestia a falda (uma vestimenta papal em forma de saia que se estendia abaixo da bainha da alva), amito, alva, cíngulo, cruz peitoral, estola, e um pluvial chamado de "mantum". Por fim, a tiara papal era posta em sua cabeça.

### Entrada
A entrada solene do papa na Basílica de São Pedro era acompanhada da Sinfonia Silveri, uma fanfarra tocada pela Guarda Nobre. A procissão de entrada era realizada pelos cardeais, bispos, prelados e os que compunham a capela pontifical, vestidos de acordo com suas hierarquias e ordens de precedência. Um turiferário e sete acólitos acompanhavam o portador da cruz, e o subdiácono apostólico carregava o Evangeliário (função agora reservada ao diácono). No fim da procissão, o papa era levado para dentro da basílica na sedia gestatoria e com duasflabella em ambos os lados. Era acompanhado por uma comitiva formada pelos guardas suíços e membros da nobreza romana em roupas nobres formais. Algumas vezes, um umbráculo era colocado na cabeça do papa. Dois protonotários apostólicos levantavam a frente da falda enquanto o papa caminhava para a sedia ou quando saía dela, e dois cavalheiros papais seguravam a cauda da falda. O decano da Rota levava a mitra (a mitra pretiosa), e dois patriarcas ou arcebispos carregavam o livro e o candelário, respectivamente.
O papa era recebido na porta pelo cardeal-presbítero e os cônegos de São Pedro. Ajoelhava-se brevemente, inclinando-se num faldistório, para adorar o Santíssimo Sacramento. Isso acontecia no Altar de São Gregório, na Basílica Vaticana. O papa, então, dirigia-se a um pequeno trono para o canto da Terça, quando recebia a obediência dos cardeais, bispos e abades. Enquanto os salmos da Terça eram cantados, ele lia as orações preparatórias para a missa e colocava seus coturnos e chinelos papais. Ele, então, cantava a oração da Terça
Depois da Terça, ele retirava suas vestimentas externas, deixando apenas a falda, o amito, a alva e o cíngulo. O papa lavava suas mãos e colocava as seguintes vestimentas (em ordem), ajudado pelo diácono:
- sub-cinctorium
- cruz peitoral
- fano (peças inferior e superior) – uma vestimenta de duas peças utilizada somente pelo papa durante a missa solene, com dois pedaços unidos por uma casa de botão central. Parecia-se com uma capa de ombro com listras alternadas de prata e ouro
- estola
- túnica
- dalmática
- luvas episcopais
- casula
- fano (apenas a peça superior) – a peça superior era colocada para cima das outras vestes e colocada sobre a casula e sob o pálio. A peça inferior permanecia debaixo das outras vestimentas.
- pálio
- mitra
- anel episcopal

(O papa não usava o báculo ou o candelabro nesse momento.)
Ele, então, dava o ósculo da paz em, ao menos, três dos cardeais-presbíteros.

### Missa

A Elevação na missa solene pontifical tridentina celebrada pelo Papa João XXIII na Basílica de São Pedro, no começo dos anos 1960. Note a mitra e as tiaras papais colocadas em cima do altar. O clero grego está em pé – como de costume – enquanto os outros estão ajoelhados.

A missa acontecia segundo o ordinário da missa solene pontifical, com as seguintes diferenças:
No Confiteor, o cardeal-bispo ficava de pé à direita do papa, o cardeal-diácono à esquerda e os outros ministros atrás. O papa colocava o manípulo — um manípulo especial, entrelaçado com fios vermelhos e dourados, simbolizando a unidade dos ritos oriental e ocidental da Igreja Católica. Depois do primeiro uso do turíbulo, os cardeais-diáconos beijavam a bochecha e o peito do papa, e o pontífice ia para o trono diante da Cátedra de São Pedro, na abside.
O diácono sênior, que vestia uma mitra, sentava-se num faldistório, diante do altar e encarando o trono; o subdiácono apostólico, junto com os ministros gregos, sentavam-se nos degraus do altar; o bispo assistente e os dois diáconos assistentes permaneciam perto do trono.
A Epístola era cantada em latim pelo subdiácono apostólico, e depois em grego pelo subdiácono de rito bizantino — segundo o rito da Igreja Grega. Depois da Epístola, os dois subdiáconos iam juntos beijar o pé do papa. Também o Evangelho era cantado primeiro em latim pelo cardeal-diácono e depois em grego pelo diácono de rito oriental. O Evangelho latino era acompanhado de sete velas, enquanto o grego era acompanhado de apenas duas velas. Depois do Evangelho, ambos os Evangeliários eram levados ao papa, que beijava ambos.
Enquanto elevava a hóstia e o cálice, o papa virava-se em meia-lua para os lados da Epístola e do Evangelho, respectivamente, enquanto a "Sinfonia Silveri" era tocada pela Guarda Nobre (uma unidade honorária abolida em 1970). Oito prelados seguravam tochas para a elevação, mas nenhum sino de altar era usado em momento algum nas missas papais.
Era costume que um pouco do pão e do vinho usados na missa fossem consumidos, como precaução contra envenenamentos ou matéria inválida, pelo sacristão e o copeiro na presença do papa, primeiro no ofertório e depois noPater noster numa cerimônia chamada de praegustatio.

### Comunhão
Depois de dar o ósculo da paz aos padres assistentes e diáconos assistentes, o papa voltava a seu trono, e de lá recebia a comunhão — de pé.

O mestre de cerimônias colocava um asterico de doze raios na patena, para cobrir a hóstia. O cardeal-diácono elevava a patena até a altura de sua testa para ser vista pelo povo e pelo papa. Ele, então, colocava a patena nas mãos do subdiácono, que a cubria com um véu bordado conhecido como linteum pectorale, para que o subdiácono trouxesse-a para o papa no trono. O diácono elevava o cálice da mesma forma que a patena, o mestre de cerimônias cobria o cálice com um tecido bordado, e o diácono levava-o para o trono. O papa consumia a parte menor da hóstia, e comungava do cálice através de um tubo dourado chamado de fístula. Ele, então, partia o resto da hóstia, dava a comunhão ao diácono e ao subdiácono; o diácono recebia a comunhão de pé e o subdiácono ajoelhado. Eles, então, beijavam o anel papal, e davam o ósculo da paz. Somente esses três indivíduos recebiam a comunhão.

### Depois da comunhão
Depois da comunhão, o papa recebia o vinho da purificação de outro cálice e purificava seus dedos em uma pequena taça. O diácono e o subdiácono retornavam ao altar e comungavam do cálice através da fístula, o subdiácono consumia a partícula da hóstia no cálice e os dois comsumiam o vinho e a água usados na purificação do cálice.
O papa retornava ao altar e encerrava a missa. Depois da bênção, o padre assistente da missa concedia uma indulgência plenária para todos os que participaram da missa. Ao final do "Último Evangelho" (geralmente João 1:1-14), o papa sentava-se na sedia gestatoria, colocava a tiara e retornava em procissão do jeito que entrara, com os mesmos processionários

## Vaticano II e depois

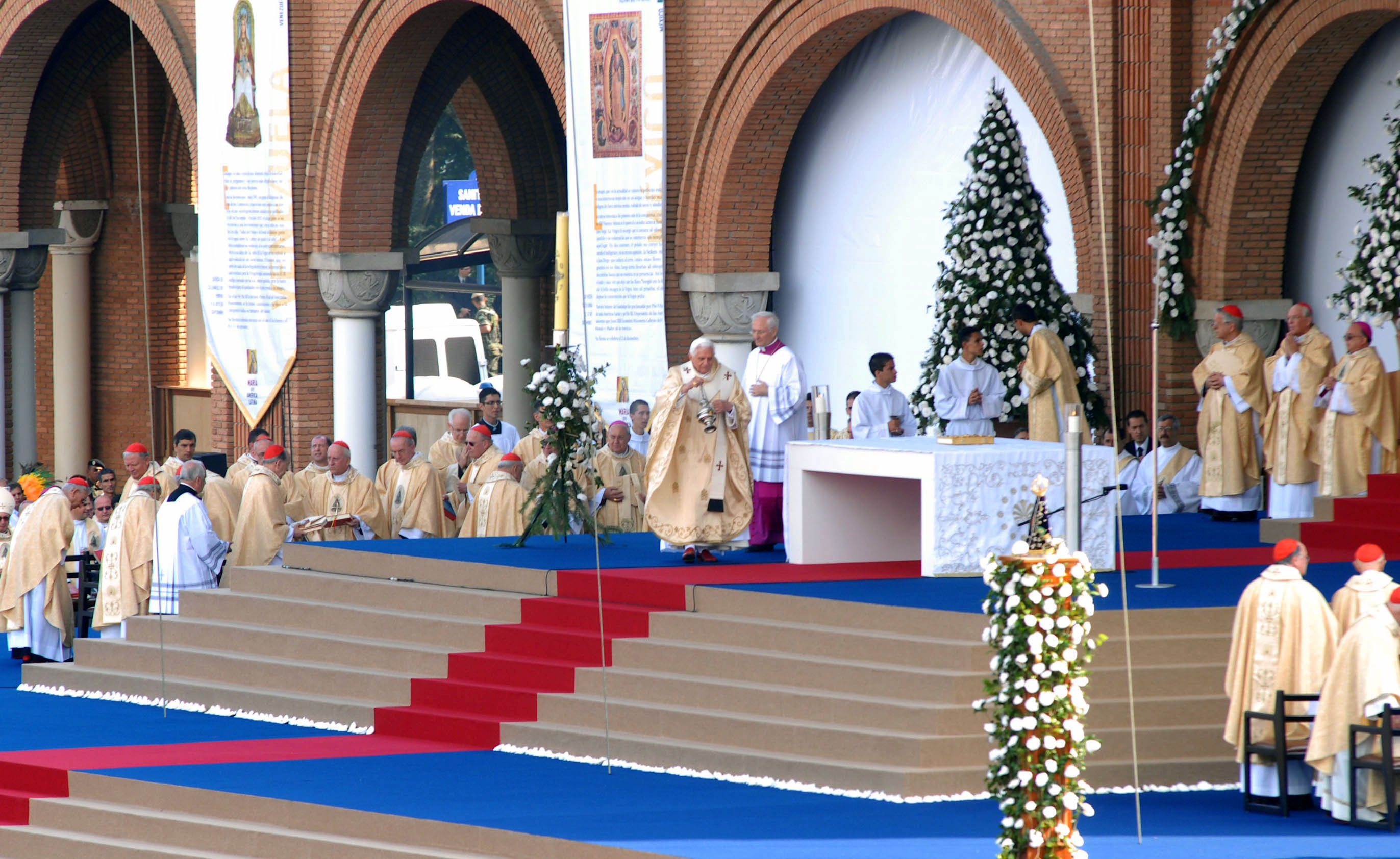
Papa Bento XVI celebrando uma missa papal pós-Vaticano II na cidade de São Paulo, em 2007.

A cerimônia completa detalhada acima não foi mais utilizada desde o começo do pontificado do Papa Paulo VI, que aboliu muitos dos ofícios da casa pontifícia antes exigidos para a celebração de uma missa papal.
Logo após sua coroação, Paulo VI parou de usar a tiara papal. Ele descontinuou muitas vestimentas papais, incluindo os chinelos papais e as luvas episcopais. Entretanto, ele carregava uma férula papal diferente — prateada —, que também foi usada pelo Papa João Paulo II. Bento XVI utilizava uma férula dourada com a imagem do Cordeiro de Deus, sem a figura de Cristo Crucificado.
Em algumas ocasiões, João Paulo II e Bento XVI usaram o fano enquanto celebravam a missa. O costume de cantar o Evangelho em grego por um diácono greco-católico ainda é praticado, principalmente durante as missas de canonizações.
O latim é a língua usada na maior parte das missas papais em Roma, mas o vernáculo local é utilizado com crescente frequência nas últimas décadas, especialmente quando o papa está fora de Roma. Entretanto, durante os últimos anos do pontificado de Bento XVI, o latim era usado na oração eucarística mesmo fora de Roma. Durante o pontificado do Papa Francisco, muitas missas papais na Praça de São Pedro foram celebradas em italiano. No Domingo de Ramos de 2014, o latim foi usado somente para leituras e em algumas respostas; já nos anos seguintes, a missa de Domingo de Ramos foi celebrada completamente em italiano.
Nas antigas missas papais, somente o papa, o diácono e o subdiácono recebiam a Sagrada Comunhão. Nas atuais missas papais ela é dada para o povo, algumas vezes pelo próprio papa.
Tornou-se comum que os papas celebrassem missas em estádios ou arenas esportivas no exterior, para acomodar um maior número de peregrinos. Também é uma prática recorrente a celebração de algumas missas na Praça de São Pedro. Entretanto, na maior parte das vezes, a maioria das missas papais na Cidade do Vaticano são celebradas dentro da Basílica de São Pedro. Essas missas, com fiéis de todo o mundo, demonstram a universalidade da fé católica. As intenções na Oração Universal são ditas em diversas línguas, enquanto que a invocação é cantada em latim. A Missa do Galo de Natal normalmente acontece dentro da Basílica de São Pedro e é transmitida em todo o mundo.
Após o encerramento do Concílio Vaticano II, muitas das cerimônias e vestimentas utilizadas somente nas missas papais foram gradualmente descontinuadas. O Papa Bento XVI reviveu algumas dessas tradições. Um exemplo é a execução do Hino Papal por instrumentos de sopro da loggia no interior da Basílica de São Pedro para anunciar a chegada do papa, seguido do canto de "Tu Es Petrus" pelo Coral da Capela Sistina, quando apropriado.
Em 31 de dezembro de 2020, o Papa Francisco não pôde participar da tradicional missa papal da Véspera de Ano Novo devido à dores no ciático. A missa tradicional inclui as Vésperas e o canto do Te Deum. As dores também o impediram de celebrar a tradicional missa papal de Ano Novo.

## Links externos
- Liturgia e Beleza: Experiências de renovação em certas Celebrações Litúrgicas Papais, do Arcebispo Piero Marini, Mestres das Celebrações Litúrgicas Papais